# Marcha de Wellesley para o Porto
A marcha de Wellesley para o Porto foi o movimento executado pelos exércitos britânico e português liderados pelo tenente-general Arthur Wellesley, 1.º Duque de Wellington durante a Segunda Invasão Francesa, com a finalidade de expulsar as tropas invasoras. A sua análise permite ter uma visão da distribuição das forças aliadas e francesas em Portugal; mostra como essas forças foram organizadas; mostra as principais acções desenvolvidas para atingir o Porto.

## Antecedentes
As forças francesas sob o comando do marechal Nicolas Jean de Dieu Soult tinham ocupado o Porto no dia 29 de Março de 1809 tendo atingido, assim, o primeiro objectivo da Segunda Invasão Francesa. Soult enviou para Sul do Douro a cavalaria de Franceschi apoiada pela Divisão de Infantaria de Mermet com a finalidade de reconhecer o terreno e vigiar possíveis movimentos de forças portuguesas ou britânicas. Destas, as que se encontravam estacionadas em Lisboa não eram em número suficiente para desencadearem uma acção ofensiva. Quanto às forças portuguesas, ainda sofriam os efeitos da desmobilização ordenada por Junot durante a Primeira Invasão Francesa e começavam agora a ser reorganizadas pelo Marechal William Carr Beresford.
William Carr Beresford, major-general do Exército Britânico, encontrava-se em Portugal na qualidade de Marechal e Comandante Chefe do Exército Português, cargo para que foi nomeado por decreto de 7 de Março de 1809. No dia 15 desse mês assumiu as suas funções e dedicou-se de imediato à reorganização do exército. Nesse sentido, começou por reorganizar as unidades do Sul e Centro do país visto que as do Norte se encontravam já empenhadas na luta contra os franceses.
O governo britânico tinha decidido aumentar o seu esforço de intervenção na Península Ibérica e, para o comando das forças britânicas, foi nomeado o tenente-general Sir Arthur Wellesley que já tinha comandado forças anglo-lusas e tinha obtido as vitórias do Combate da Roliça e da Batalha do Vimeiro. Wellesley desembarcou em Lisboa no dia 21 de Abril de 1809, depois de já terem chegado algumas forças britânicas para reforçar as que já se encontravam em Portugal. No dia 27 de Abril, Wellesley ordenou a concentração dos exércitos britânico e português em Coimbra.

## As forças em presença
Wellesley dispunha de um exército britânico com um efectivo total de 27.231 homens. Destes, tirando os que se encontravam doentes e os que não estavam disponíveis por razões administrativas, estavam presentes e prontos para actuar 23.115 homens. A infantaria e a cavalaria estavam organizadas em brigadas, 9 de infantaria e 2 de cavalaria:

Infantaria

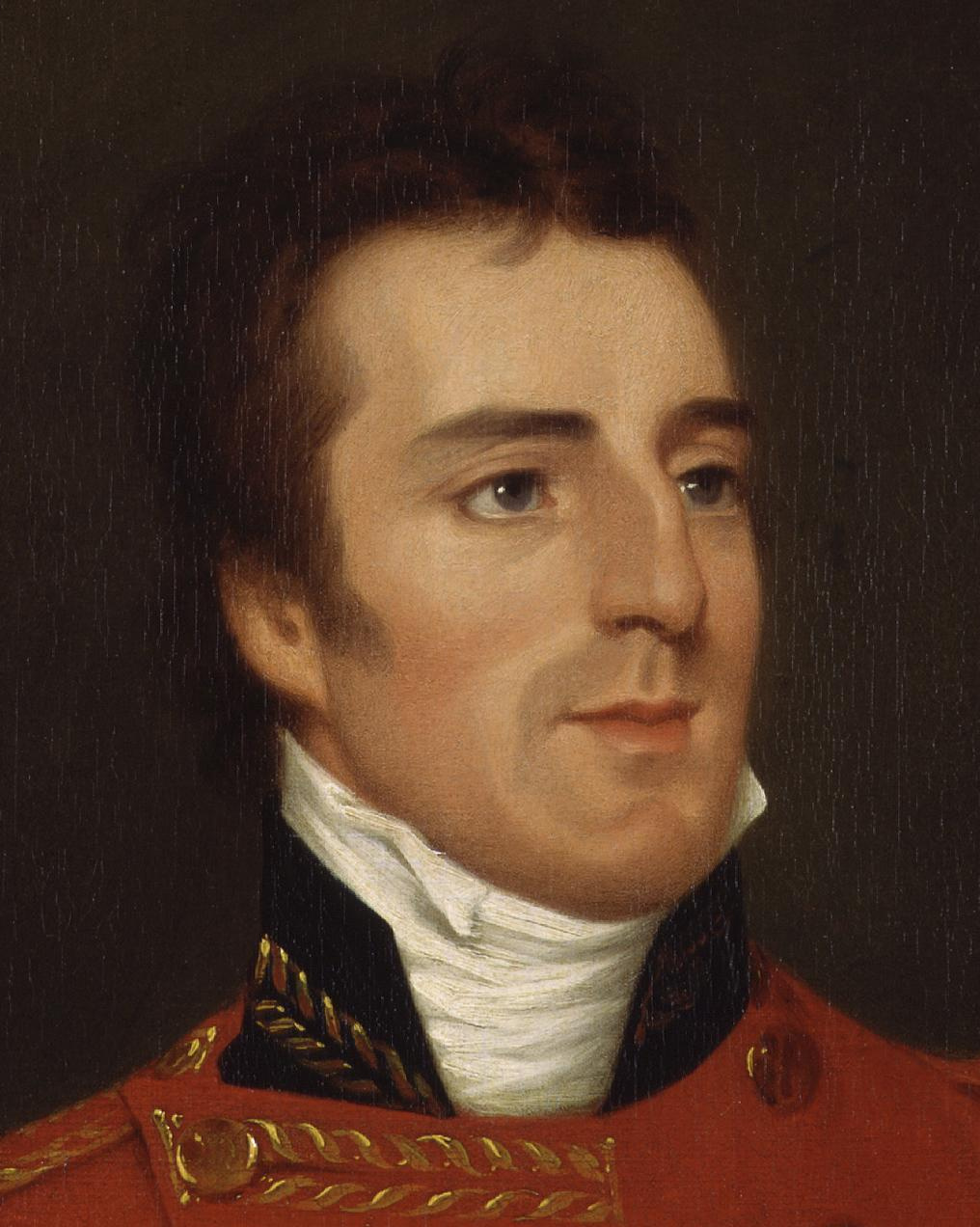
O Tenente-general Sir Arthur Wellesley, comandante do Exército anglo-luso.

- Brigade of Guards – Brigadeiro-general Henry Frederick Campbell – 2.552
- 1ª Brigada de Infantaria - Brigadeiro-general Rowland Hill - 2.864
- 2ª Brigada de Infantaria - Brigadeiro-general Alex Randoll Mackenzie - 2.239
- 3ª Brigada de Infantaria - Brigadeiro-general Christopher Tilson - 1.659
- 4ª Brigada de Infantaria - Brigadeiro-general John Sontag - 1.479
- 5ª Brigada de Infantaria - Brigadeiro-general Alexander Campbell - 1.367
- 6ª Brigada de Infantaria - Brigadeiro-general Richard Stewart - 1.452
- 7ª Brigada de Infantaria - Brigadeiro-general Alan Cameron - 1.506
- Brigada da King's German Legion (KGL) - John Murray - 3.095
- Unidades que ficaram em Lisboa - 1.268

Cavalaria
- 1ª Brigada de Cavalaria - Stapleton Cotton - 1.668
- 2ª Brigada de Cavalaria – Henry Fane - 1.466

Estas forças eram apoiadas por cinco baterias de artilharia de campanha (cada uma com 6 bocas de fogo) com um efectivo de 994 homens, pela engenharia militar com 39 homens dos quais 12 eram oficiais, e os trens que contavam com 67 homens presentes. Note-se que nos trens serviam muitos civis contratados na própria região onde actuavam as tropas.
Não existem, ou não estão divulgados, dados seguros sobre os efectivos portugueses embora se saiba exactamente quais as unidades presentes. Eram os regimentos de linha que Beresford tinha vindo a reorganizar, portanto, do Centro e Sul do País. As unidades de linha disponíveis foram mandadas concentrar em Tomar e Abrantes. Eram as seguintes:
- Regimentos de Infantaria 1, 4, 10 e 16 (de Lisboa), 3 (de Estremoz), 7 (de Setúbal), 13 (de Peniche), 15 (de Vila Viçosa), 19 (de Cascais) e 20 (de Campo Maior);
- Batalhões de Caçadores 1 (de Castelo de Vide), 4 (de Viseu) e 5 (de Campo Maior);
- Regimentos de Cavalaria 1 (Dragões de Alcântara), 4 (Duque de Mecklenbourg) e 7, todos de Lisboa.
- Cinco baterias de artilharia de campanha.

Os efectivos que se conhecem relativamente a estas unidades são referidos a Setembro de 1809 e, assim, servem apenas como indicador da grandeza da força disponível: cerca de 13.000 homens de infantaria e à volta de 1.650 de cavalaria. Além das unidades de linha estavam também presentes alguns regimentos de milícias.

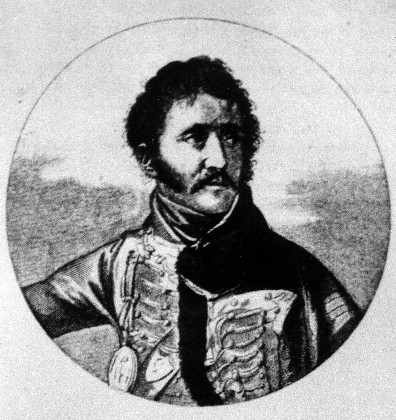
O general Jean-Baptiste Franceschi, comandante da Divisão de Cavalaria francesa.

Soult tinha enviado para Sul do Douro uma divisão de cavalaria e uma divisão de infantaria que eram comandadas, respectivamente, pelos generais Jean-Baptiste Franceschi e Julien Auguste Joseph Mermet. Ao todo, estavam presentes:
2ª Divisão de Infantaria - General Mermet – 4.200
- Quatro Batalhões de Infantaria Ligeira;
- Oito Batalhões de Infantaria de Linha;
- Três Batalhões de Infantaria suíços.

Divisão de Cavalaria - General Franceschi – 1.200
- 1º Regimento de Hussares;
- 8º Regimento de Dragões;
- 22º regimento de Caçadores a Cavalo;
- Regimento de Cavalaria Ligeira de Hanovre.

Estas duas divisões eram apoiadas por 12 bocas de fogo de artilharia.

## As operações
As forças britânicas e portuguesas estavam concentradas e organizadas a 5 de Maio de 1809. O objectivo era avançar para Norte e obrigar o II CE francês a retirar. Para isso, Wellesley organizou três núcleos de forças: o corpo principal de tropas, sob o seu comando directo, para atacar o II CE no Porto; um corpo de tropas sob o comando de Beresford que iria juntar-se às forças do brigadeiro Silveira (Francisco da Silveira Pinto da Fonseca Teixeira) na defesa da linha do Tâmega e interceptar a linha de retirada de Soult através de Trás-os-Montes; um corpo de tropas sob o comando do Brigadeiro-general John Randoll Mackenzie que constituía uma força de vigilância e intervenção contra o I CE francês, do Marechal Victor, que se encontrava em Mérida a aguardar oportunidade para fazer avançar forças ao longo do vale do Tejo em direcção a Lisboa.
A força sob o comando de Wellesley, com um efectivo estimado em 18.300 homens, tinha a seguinte composição:
- Seis brigadas de infantaria britânicas - Brigade of Guards e 1ª, 4ª, 5ª, 6ª e 7ª brigadas;
- Uma Brigada da King's German Legion;
- Quatro batalhões de infantaria portugueses integrados nas brigadas britânicas: o 1/RI10 na 5ª Brigada, o 2/RI16 na 4ª Brigada, o 1/RI16 na 6ª Brigada e o 2/RI10 na 7ª Brigada;
- O 16th Light Dragoons;
- Três esquadrões do 14th Light Dragoons;
- Um esquadrão do 3rd Light Dragoons da KGL;
- Duas baterias de artilharia de campanha britânicas (12 bocas de fogo);
- Duas baterias de artilharia de campanha da KGL (12 bocas de fogo).

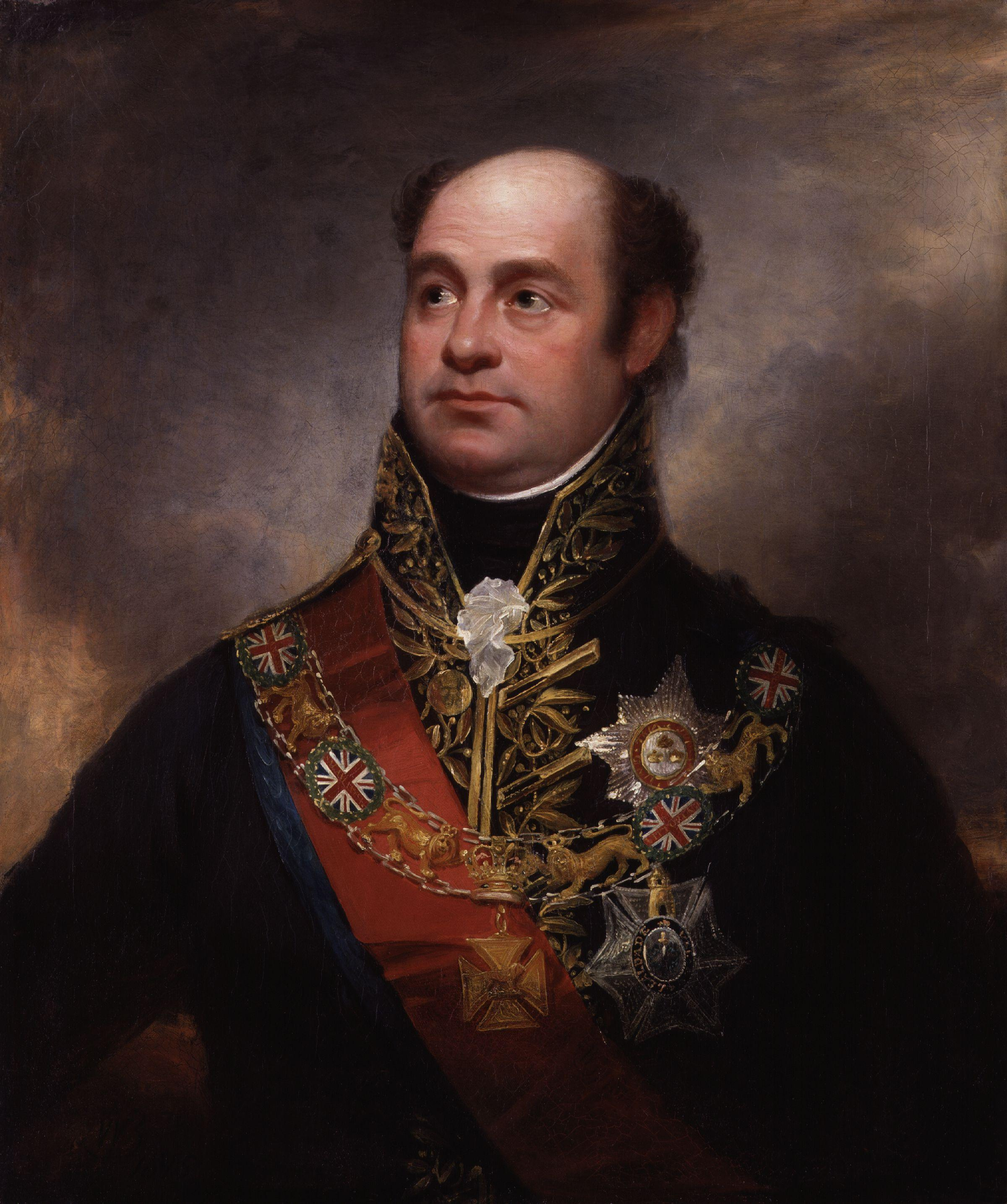
O marechal Beresford, comandante do Exército Português.

O corpo de tropas comandado por Beresford tinha um efectivo aproximado de 5.800 homens e era constituído por:
- 3ª Brigada de Infantaria britânica (Tilson);
- Uma brigada de infantaria portuguesa formada por cinco batalhões: 1&2/RI7, 1&2/RI19 e 2/RI1;
- Um esquadrão de cavalaria britânico: 4/14th Light Dragoons;
- Três esquadrões do RC1;
- Duas baterias de artilharia de campanha portuguesa.

Às forças de Beresford juntou-se mais tarde Sir Robert Wilson com dois batalhões de infantaria da força que guarnecia a praça forte de Almeida.
A força liderada pelo brigadeiro-general Mackenzie, com cerca de 12.000 homens, era constituída por:
- 2ª Brigada de Infantaria britânica (de Mackenzie) reforçada com um batalhão (2/24th) das forças que tinham ficado em Lisboa;
- Uma brigada de infantaria portuguesa constituída por sete batalhões: 1/RI1, 1/RI3, 1&2/RI4, 1&2/RI13 e 1/RI5;
- Três Batalhões de Caçadores: 1, 4 e 5;
- Dois regimentos de cavalaria pesada: 3rd Dragoon Guards e 4th Dragoons;
- Cinco esquadrões de cavalaria portugueses do RC4 e do RC7
- Uma bateria de artilharia de campanha (6 libras);
- Três baterias de artilharia de campanha (18 bocas de fogo) portuguesas.

Além destas forças, Mackenzie dispunha também de três regimentos de milícias para guarnecer a praça de Abrantes.
Na linha do Vouga encontrava-se o tenente-coronel Nicholas Trant com 3.000 milícias e elementos  dos regimentos de linha que tinham sido obrigados a retirar do Porto.

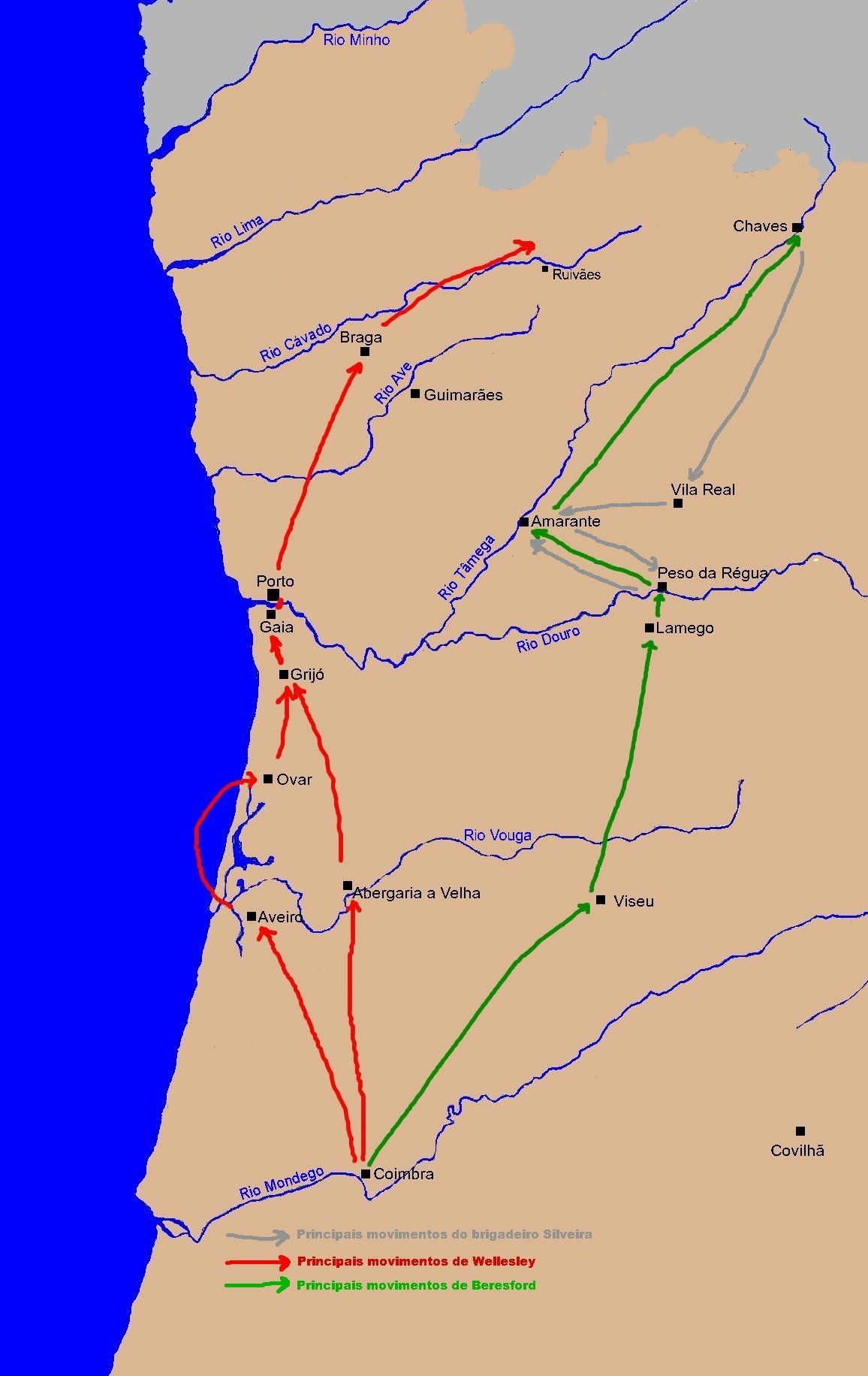
O O percurso das forças anglo-lusas até ao Douro.

Beresford iniciou o movimento no dia 6 de Maio e atingiu Lamego no dia 8, onde encontrou as forças do brigadeiro Silveira que tinha retirado da linha do Tâmega. Dali seguiu para Peso da Régua onde chegou no dia 10 e atravessou o Douro no dia 11. Dirigiu-se então para Amarante numa tentativa de enfrentar as forças de Loison que, entretanto, perseguido pelas forças do brigadeiro Silveira, já tinha resolvido retirar em direcção a Guimarães.
As tropas de Wellesley iniciaram o movimento no dia 7 de Maio e seguiram a rota Coimbra – Albergaria-a-Nova – Santa Maria da Feira – Vila Nova de Gaia. No entanto, duas brigadas britânicas, as de Hill e de Cameron, seguiram na direcção Coimbra-Aveiro-Ovar com a finalidade de atacar o flanco das forças francesas. O percurso entre Aveiro e Ovar foi feito em barcos de pesca que se encontravam na foz do Vouga. A operação (a destruição das forças de Franceschi) não teve sucesso porque após o desembarque tomaram conhecimento de que a infantaria francesa (de Mermet) se encontrava perto. Este general tinham enviado um destacamento de três batalhões para defender o flanco da Divisão de Franceschi.
No dia 9 de Maio, a guarda avançada britânica atinge a linha do Vouga. Cerca das 05H00 do dia 10 encontraram os postos avançados franceses que foram obrigados a retirar. Logo de seguida estavam perante toda a divisão de Franceschi, disposta para a batalha, na região de Albergaria-a-Velha. Os franceses assumiram uma atitude agressiva mas, depois de alguns combates e perante os efectivos anglo-lusos que iam chegando, retiraram para as posições de Grijó onde já se encontrava a Divisão de Infantaria de Mermet.  No Combate de Grijó, os franceses dispunham de boas posições e  mostraram intenção de se defenderem.
Wellesley decidiu tornear ambos os flancos da posição francesa enquanto a cavalaria de Cotton e dois batalhões britânicos da brigada de Stewart avançavam para o centro. Entretanto, a brigada de Hill avançava rapidamente pela estrada Ovar-Porto com o objectivo de se colocar à retaguarda dos Franceses. Perante estes movimentos, Mermet e Franceschi decidiram retirar imediatamente. Uma guarda de retaguarda protegeu a retirada mas, atacada pelas forças anglo-lusas, acabou por dispersar e os seus soldados fugiram pelos campos, perseguidos pela cavalaria britânica que provocou um número considerável de mortes e fez vários prisioneiros. Sobre estes acontecimentos, Wellesley referiu-se de forma elogiosa às forças portuguesas que participaram nos combates.
Durante o resto do dia, Mermet e Franceschi continuaram a retirar e ao anoitecer atingiram Vila Nova de Gaia. Durante a noite passaram a ponte sobre o Douro que Soult mandou em seguida destruir. O total de baixas dos Franceses foram cerca de 250 homens dos quais 100 eram prisioneiros. Os aliados sofreram 106 baixas, quase metade nos esquadrões de cavalaria. No dia seguinte, 12 de Maio, desencadeou-se a Batalha do Douro (1809).